# Jolle Albertus Jolles
Jolle Albertus Jolles (Amsterdam, 28 december 1814 - 's-Gravenhage, 23 december 1882) was een Nederlands politicus en jurist.

## Familie
Jolles was lid van het patricische geslacht Jolles en een zoon van Johannes Andreas Jolles (1771-1848), onder andere lid van de raad van Amsterdam, en Hendrika Stoopendaal (1782-1847).
Hij trouwde in 1842 met Alida Elizabeth Croockewit (1821-1847), met wie hij drie kinderen kreeg. Hij hertrouwde in 1849 met Cornelia Johanna Jacoba den Tex (1827-1907), dochter van prof. dr. mr. Cornelis Anne den Tex (1795-1854), hoogleraar in Amsterdam, lid van de Tweede Kamer der Staten-Generaal en zus van jhr. mr. Cornelis Jacob Arnold den Tex (1824-1882), burgemeester van Amsterdam; met haar kreeg hij negen kinderen.

## Loopbaan
Jolles was minister van Justitie in het derde kabinet-Thorbecke. Hij bracht belangrijke wetten tot stand, zoals die tot afschaffing van het zogenaamde coalitieverbod waardoor werkstakingen mogelijk werden. Hij moderniseerde het gevangeniswezen door invoering van de individuele celstraf. Voor en na zijn ministerschap en Kamerlidmaatschap was hij raadsheer in de Hoge Raad. Jolles was in het tweede kabinet-Thorbecke minister van Hervormde Eredienst.
- commies-redacteur afdeling armwezen en onderwijs ter secretarie, gemeente Amsterdam, 1837
- advocaat te Amsterdam, van 1837 tot 1841
- substituut-griffier Provinciaal Gerechtshof te Haarlem, van 1841 tot 1846
- substituut-officier Arrondissementsrechtbank te Amsterdam, van 1846 tot januari 1853
- advocaat-generaal Provinciaal Gerechtshof te Haarlem, van 15 januari 1853 tot 14 maart 1861
- lid Provinciale Staten van Noord-Holland, van 4 juli 1854 tot 14 maart 1861 (voor het kiesdistrict Amsterdam)
- lid gemeenteraad van Amsterdam, van september 1857 tot 14 maart 1861
- minister voor de Zaken van de Hervormde en andere Erediensten, behalve die der Rooms-Katholieke, van 14 maart 1861 tot 30 juni 1862 (departement opgeheven)
- raadsheer Hoge Raad der Nederlanden, van 16 juni 1862 tot 4 januari 1871
- minister van Justitie, van 4 januari 1871 tot 5 juli 1872
- lid Tweede Kamer der Staten-Generaal, van 18 november 1872 tot 15 september 1873 (voor het kiesdistrict Amsterdam)
- raadsheer Hoge Raad der Nederlanden, van 15 september 1873 tot 23 december 1882